# Diocesi di Aspona
La diocesi di Aspona (in latino Dioecesis Asponitana) è una sede soppressa del patriarcato di Costantinopoli e sede titolare della Chiesa cattolica.

## Storia
Aspona, identificabile con Sarıhüyük (già Şedithüyük) nel distretto di Bala in Turchia, è un'antica sede episcopale della provincia romana della Galazia Prima nella diocesi civile del Ponto. Faceva parte del patriarcato di Costantinopoli ed era suffraganea dell'arcidiocesi di Ancira.
La diocesi è documentata nelle Notitiae episcopatuum del patriarcato fino al XII secolo.
Sono otto i vescovi documentati di questa diocesi nel primo millennio cristiano. Caterio sottoscrisse la lettera dei vescovi dissidenti presenti al concilio di Sardica. All'inizio del V secolo è noto il vescovo Palladio, che, dopo un periodo di esilio in Egitto, fu trasferito dalla sua primitiva sede di Elenopoli di Bitinia a quella di Aspona. Eusebio fu tra i padri del concilio di Efeso del 431 e Iperechio di quello di Calcedonia del 451. Epifanio sottoscrisse nel 458 la lettera dei vescovi della Galazia Prima all'imperatore Leone dopo la morte di Proterio di Alessandria. Michele intervenne al terzo concilio di Costantinopoli nel 680 e al concilio detto in Trullo nel 692. Pietro assistette al secondo concilio di Nicea nel 787. Niceforo infine partecipò al Concilio di Costantinopoli dell'869-870 che condannò il patriarca Fozio di Costantinopoli.
Dal 1933 Aspona è annoverata tra le sedi vescovili titolari della Chiesa cattolica; la sede è vacante dal 12 agosto 1978.

## Cronotassi

### Vescovi greci
- Caterio † (menzionato nel 342/343)
- Palladio † (inizio V secolo)
- Eusebio † (menzionato nel 431)
- Iperechio † (menzionato nel 451)
- Epifanio † (menzionato nel 458)
- Michele † (prima del 680 - dopo il 692)
- Pietro † (menzionato nel 787)
- Niceforo † (menzionato nell'869)

### Vescovi titolari
- Vicente Posada Reyes † (12 giugno 1950 - 19 gennaio 1961 nominato vescovo di Borongan)
- Carlo Re, I.M.C. † (10 febbraio 1961 - 12 agosto 1978 deceduto)